# マンフレート・クレメント
マンフレート・クレメント（Manfred Clement、1934年9月27日－2001年4月30日）はドイツのオーボエ奏者。 

## 東ドイツ時代の経歴
- 1934年、9月27日ドイツのシェラーハウに生まれ、旧東ドイツで音楽教育を受ける。ドレスデンのウェーバー音楽大学でゲスケにオーボエを学ぶ。
- 1951年、マイセンの市立劇場と契約。1954年、ゴータのテューリンゲン交響楽団を経て
- 1955年、20歳にしてライプツィヒ・ゲヴァントハウス管弦楽団の1./2.オーボエ奏者になる。（当時のカペルマイスターはフランツ・コンヴィチュニー） *1958年、それまで比較的行き来が自由であった東西ドイツ間の往来が難しくなってきたため、イギリスとハノーファー演奏旅行後、東ドイツに戻ることはなかった。但し、下記のR.シュトラウス協奏曲録音（ルドルフ・ケンペ指揮）の際には、例外的にドレスデンでの演奏が実現した。

## 亡命後、西ドイツ時代の経歴
- 亡命後に職を探していたクレメントは、偶然ミュンヘンの街中で指揮者のヨーゼフ・カイルベルトに出会い、彼の実力を高く評価していたカイルベルトの尽力によりバイエルン国立歌劇場に首席オーボエ奏者として入団。
- 同時にミュンヘン国立音楽大学教授に就任。
- 1959年バッハ演奏をライフワークにしていた名指揮者、カール・リヒターのもと、ミュンヘン・バッハ管弦楽団でメンバーとして演奏開始。
- 1969年、ミュンヘン・バッハ管弦楽団・合唱団の日本公演で初来日（東京文化会館で演奏した「マタイ受難曲」はドイツ・グラモフォンよりCD化された。）
- 1980年の秋のシーズンからはバイエルン放送交響楽団の首席オーボエ奏者となった。
- 45歳を過ぎての楽団の移籍、ましてクレメントほどのキャリアを持った奏者の移籍は現在でも稀な話で、彼が国立歌劇場のみならずバイエルン放送交響楽団からも慕われていたこと、そして何よりも1979年までバイエルン放送交響楽団の第2代首席指揮者を務めたラファエル・クーベリックからその実力を高く評価されていたことが大きい。(ドイツでは楽員の採用には音楽監督・首席指揮者の同意を必要とする場合が多い。)
- 放送響での前任者（やや無骨な戦前のドイツ奏法の面影を残したクルト・カルムス）とは異なるビロードのような美しい音は聴く者を魅了し、彼が演奏会のステージに登場し、チューニングのA音を吹いただけでその場の空気が変わり、涙ぐむものまで現れたとの逸話も残っている。
- 1992年に後任のフランソワ・ルルーが入団すると、首席奏者のポジションを降りるが、その後もしばらくはバイエルン放送交響楽団に在籍し、2番奏者、3番奏者としてルルーやシュテファン・シーリなどの後輩の首席奏者を優しくサポートしていた。
- 同響を退団し、フリーになってからはよく日本を訪れ、日本のオーボエメーカー「ムジーク・ヨーゼフ」の楽器を愛用していた。同社のオーボエの開発にも助言を与え、クレメントの没後、クレメントのアドヴァイスを活かした楽器が「クレメント・モデル」として発売された。
- 最後の来日は1999年11月で、「ムジーク・ヨーゼフ」主催の公開レッスンで日本人学生を指導した。模範演奏は「マタイ受難曲」のテノールのアリア「私は主と共に目覚めていよう」だった。

- 2001年4月30日、ドイツで亡くなった。

## 教育者としての経歴
ミュンヘン国立音楽大学で、ハンスイェルク・シェレンベルガーなどの優秀な弟子を育てた。
また、最晩年には前述のヨーゼフ社との繋がりもあり、日本でも公開レッスンを頻繁に開いた。

## ディスコグラフィ
- リヒャルト・シュトラウス：オーボエ協奏曲　1975年　EMI
ルドルフ・ケンペ指揮　ドレスデン国立歌劇場管弦楽団

（西側に亡命後にも拘わらず東ドイツに戻って録音された、極めて例外的（貴重）な音源）
- バッハ：オーボエ・ダモーレと弦楽のための協奏曲　1980年　ドイツ・グラモフォン・アルヒーフ
カール・リヒター指揮　ミュンヘン・バッハ管弦楽団
- ブラームス：交響曲全集　ORFEO
ラファエル・クーベリック指揮　バイエルン放送交響楽団
- ブラームス：交響曲全集　及び「ドイツ・レクイエム」　RCA
サー・コリン・デイヴィス指揮　バイエルン放送交響楽団
- ベートーヴェン：交響曲第9番　1982年　ORFEO
ラファエル・クーベリック指揮　バイエルン放送交響楽団
- バルトーク：管弦楽のための協奏曲　1978年　ORFEO
ラファエル・クーベリック指揮　バイエルン放送交響楽団